# 簿記実務検定
簿記実務検定（ぼきじつむけんてい）とは、公益財団法人全国商業高等学校協会が主催する検定のひとつである。正式名称は「全国商業高等学校協会主催 簿記実務検定試験」。文部科学省後援。主催団体の名称から全商簿記と称されることもある。
主催者の名称から「商業高等学校の生徒」ではないと受検できないとの誤解があるが、他の簿記に関する検定試験と同様に受験資格は必要無い。したがって、大学生や社会人、普通科の高等学校の生徒も受験できる。

## 各級の基準
1級、2級、3級がある。2級と3級では商業簿記のみが出題される。
1級
「会計部門」では仕訳・決算書作成、会計理論の穴埋め問題、財務分析の問題が出題される。

「原価計算部門」では工業簿記に関する仕訳問題、個別原価計算・総合原価計算・標準原価計算・ＣＶＰ分析の問題が出題される。

試験の難易度としては日商簿記検定2級や全経簿記能力検定1級とほぼ同等とされている。
2級
基本的な簿記原理と商品売買を主としている企業で使われる簿記の問題が出題される。

試験の難易度としては日商簿記検定3級や全経簿記能力検定2級とほぼ同等とされている。
3級
初歩的な簿記原理と商品売買を主としている企業で使われる簿記の問題が出題される。

試験の難易度としては日商簿記検定初級や全経簿記能力検定3級とほぼ同等とされている。

## 試験科目および合否
1級
「会計部門」と「原価計算部門」の2科目から構成される。

試験時間は各科目とも90分（1時間半）で、合計180分（3時間）となる。

各科目とも100点満点で70点以上獲得すると合格となる。
1級合格と認められるためには両方の科目に合格しなければならない（2科目とも70点以上獲得しなければならない）。ただし科目合格制度があり、どちらか片方に合格していれば受験した回から数えて4回以内にもう片方に合格すれば1級合格と認められる。しかし4回以内に両方に合格できなければ科目合格は失効してしまう。
2級
試験時間90分。100点満点中、70点以上で合格。
3級
試験時間90分。100点満点中、70点以上で合格。

## 出題範囲
公益財団法人全国商業高等学校協会を参照のこと。

## その他
- 一部の大学や短期大学では、全商簿記1級の合格者を単位認定の対象としている場合もある[2]。
- 日商簿記検定や全経簿記能力検定と異なり、この検定には税理士試験の受験資格が与えられていない。